# 全日本F2選手権
全日本F2選手権（ぜんにほんエフツーせんしゅけん、All Japan F2 Championship）は、1978年から1986年まで日本で開催されていた自動車レースの1カテゴリー。F2規定のフォーミュラカー（オープンホイール）を使用した四輪レースで、国内トップカテゴリーの1つであった。

## 概要
1973年から開催されていた国内トップフォーミュラ・全日本F2000選手権は、ヨーロッパのF2にならったカテゴリーであったが、量産型以外をベースとしたエンジンの使用を認めていた点で異なっていたことから“F2”ではなく“F2000”としていた。
しかし1976年に量産型以外のエンジンをベースとしてもよいとF2規定が改訂され、F2000規定と同一となった。このことからF2000を名乗る意味がなくなり、1978年から全日本F2選手権と呼称を変更して開催された。また1979年までは「外国ライセンスのドライバーはポイント対象外」との規定が存在したが、1980年以降はこの規定は削除され、外国人ドライバーもシリーズタイトル争いに加わった。
1984年には同選手権を舞台とした映画『F2グランプリ』（東宝、原作:海老沢泰久）が公開された。
国内トップカテゴリーレースの1つとして人気を博し、1986年までの9年間に亘って開催されたが、ヨーロッパでは1984年を最後にF2規定によるレースが終了しF3000に移行。日本もそれに倣い、1988年よりF3000規定による全日本F3000選手権に移行することとなった。
最後のシーズンとなった1987年は、条件付でF3000車両の出走を認めたことでF2車両のエントリーが無くなり、選手権不成立に終わった。（詳細は全日本F3000選手権#概要を参照）

## 鈴鹿F2選手権
1977年より全日本選手権とは別に鈴鹿サーキットでのレースを対象とした「鈴鹿F2選手権（1977年のみ鈴鹿F2000選手権）」が設けられ、全日本F2とほぼ同格のタイトルとされていた。これは、当時富士スピードウェイの独自タイトルだった富士グランチャンピオンレース（富士GC）に鈴鹿サーキットとして対抗できる選手権を持つために設けられたものである。
しかし、1980年代後半に入ると富士との対立も収束に向かい、独自の選手権を設ける必要性が薄れたため、全日本F3000への移行と共に消滅した。

## マシン
シャシー
マーチ製が主力。初期にはシェブロンや国産のノバ・コジマなどが活躍したほか、一時ラルトやトールマン・スピリットも導入されたが、全体的に見てマーチ優位が揺らぐことはなかった。
エンジン
初期はBMWエンジン（BMW M12/6）の事実上のワンメイク状態だったが、1981年にホンダがRA260Eエンジンの供給を開始すると、たちまちBMWを駆逐しシリーズチャンピオンを獲得。ただしホンダエンジンは、i&iレーシング（生沢徹が監督）や中嶋企画（1983年から）などの限られたチームにしか供給されなかったことに加え、長谷見昌弘など他メーカーとの契約の関係でホンダエンジンを使えないドライバーもいたため、引き続きBMWエンジンを使い続けたドライバーも多かった。星野一義は日産自動車の了解を得た上で、1985年より全日本F2でホンダユーザーとなる。
1985年からヤマハ（OX66）が参入し三つ巴の状況となるが、最終年の1986年は事実上ホンダとヤマハの一騎討ち状態となった。この他少数ではあるがハートエンジンやトヨタエンジンなども使用された記録が残っている。
タイヤ
当初はブリヂストンとダンロップの2社が供給していたが、1980年に横浜ゴムが参入し、3社によるタイヤ戦争が勃発。1980年代前半にはレーシングカー用のラジアルタイヤが投入されるなど、激しい争いを繰り広げていた。

## 歴代チャンピオン
| 年     | 全日本F2チャンピオン | 全日本F2チャンピオン              | 全日本F2チャンピオン                    | 鈴鹿F2チャンピオン | 鈴鹿F2チャンピオン                | 鈴鹿F2チャンピオン                     |
| 年     | ドライバー           | 所属チーム                        | 使用マシン                              | ドライバー         | 所属チーム                        | 使用マシン                             |
| ------ | -------------------- | --------------------------------- | --------------------------------------- | ------------------ | --------------------------------- | -------------------------------------- |
| 1978年 | 星野一義             | ヒーローズレーシング              | ノバ532P・BMW ノバ522・BMW              | 中嶋悟             | ヒーローズレーシング              | ノバ532P・BMW マルティーニMkII・ルノー |
| 1979年 | 松本恵二             | チーム・ルマン                    | マーチ782・BMW マーチ792・BMW           | 星野一義           | ヒーローズレーシング              | マーチ792・BMW ノバ532P・BMW           |
| 1980年 | 長谷見昌弘           | トミカ・レーシングチーム          | マーチ802・BMW                          | 長谷見昌弘         | トミカ・レーシングチーム          | マーチ802・BMW                         |
| 1981年 | 中嶋悟               | i&iレーシング                     | ラルトRH6/80・ホンダ マーチ812・ホンダ  | 中嶋悟             | i&iレーシング                     | ラルトRH6/80・ホンダ マーチ812・ホンダ |
| 1982年 | 中嶋悟               | チーム・イクザワ                  | マーチ812・ホンダ マーチ822・ホンダ     | 中嶋悟             | チーム・イクザワ                  | マーチ812・ホンダ マーチ822・ホンダ    |
| 1983年 | ジェフ・リース       | チーム・イクザワ                  | スピリット201・ホンダ マーチ832・ホンダ | 星野一義           | ホシノレーシング                  | マーチ832・BMW                         |
| 1984年 | 中嶋悟               | ヒーローズレーシング              | マーチ842・ホンダ                       | 中嶋悟             | ヒーローズレーシング              | マーチ842・ホンダ                      |
| 1985年 | 中嶋悟               | ヒーローズレーシングwith ナカジマ | マーチ85J・ホンダ                       | 中嶋悟             | ヒーローズレーシングwith ナカジマ | マーチ85J・ホンダ                      |
| 1986年 | 中嶋悟               | ヒーローズレーシングwith ナカジマ | マーチ86J・ホンダ                       | 星野一義           | ホシノレーシング                  | マーチ86J・ホンダ                      |